# Collégiale d'Arlesheim
La collégiale d'Arlesheim est une ancienne cathédrale située sur le territoire de la commune bâloise d'Arlesheim, en Suisse.

## Histoire
Expulsé de la ville de Bâle lors de la Réforme protestante en 1529, le prince-évêque s'enfuit d'abord à Altkirch, puis à Porrentruy. De son côté, le chapitre de chanoines décide de transférer sa résidence de Fribourg-en-Brisgau à Arlesheim en 1679 et non à Porrentruy, alors part du diocèse de Besançon et non de celui de Bâle.
La collégiale fut bâtie sur les plans de Franz Demess de 1679 à 1681 puis entourée, entre 1680 et 1687, par plusieurs maisons de maîtres occupées par les chanoines. 80 plus tard déjà, le bâtiment doit être totalement restauré et agrandi ; ces travaux seront menés par Giacomo Angelini. En 1761, l'église reçoit un orgue de Jean-André Silbermann, rendu fameux en particulier par l'enregistrement de l'intégrale de Johann Sebastian Bach qui y sera fait par Lionel Rogg.
La ville connait à cette époque un rapide développement qui s’interrompt à la Révolution française, lorsque le prince-évêque Sigismond de Roggenbach doit quitter les lieux et s'exiler à Constance, puis retourner à Fribourg en 1793. Les bâtiments et leurs contenus sont alors vendus aux enchères, la cathédrale servant successivement de cellier, puis d'écurie. Elle redevient un bâtiment religieux en 1812, et fut alors consacrée comme église paroissiale de la paroisse d'Arlesheim. Elle est depuis inscrite comme bien culturel d'importance nationale.

## Source
- (de) Cet article est partiellement ou en totalité issu de l’article de Wikipédia en allemand intitulé « Arlesheimer Dom » (voir la liste des auteurs).